# Caligula
Caligula (latină: Caius Iulius Caesar Augustus Germanicus); (n. 31 august 12 d.Hr., Antium⁠(d), Lazio, Regatul Italiei – d. 24 ianuarie 41 d.Hr., Municipio Roma I⁠(d), Lazio, Regatul Italiei), cunoscut sub numele de Gaius, a fost împărat roman între anii 37-41. 
Caligula a fost un membru al casei conducătoare cunoscută sub numele de dinastia Iulio-Claudiană, fiind strănepotul împăratului Augustus prin mama sa Agrippina Maior. 
Tatăl său a fost Germanicus, fiul adoptat al împăratului Tiberius, un general de succes și unul dintre cele mai iubite figuri publice din Roma. 
Gaius a primit în tinerețe porecla de Caligula (însemnând „cizmă”, diminutivul de Caliga, sandală purtată de soldații romani) de la soldații tatălui său în timp ce i-a însoțit în timpul campaniilor sale din Germania.

## Biografie
Când tatăl său Germanicus a murit la Antiohia, în anul 19 d.Hr., mama sa, Agrippina, s-a întors la Roma, împreună cu cei șase copii, unde au fost prinși într-un conflict amar cu Tiberius. Acest conflict a dus la moartea fraților săi. Neatins de intrigile mortale, Caligula a acceptat, în anul 31 d.Hr., invitația de a locui la curtea împăratului pe insula Capri unde Tiberius se retrăsese cinci ani. La moartea lui Tiberius în 37 d.Hr., Caligula l-a succedat pe bunicul și stră-unchiul său adoptiv.
Există câteva surse de supraviețuitori de pe timpul domniei lui Caligula, deși el este descris ca un conducător nobil și moderat în primele șase luni ale domniei sale. După aceasta, sursele se concentrează asupra cruzimii lui, extravaganței și perversiunii sexuale, prezentându-l ca un tiran nebun. În timp ce fiabilitatea acestor surse a fost tot mai mult pusă sub semnul întrebării, este cunoscut faptul că în timpul domniei sale scurte, Caligula a lucrat pentru a crește puterea sa personala de împărat fără restricții. El a inițiat o mare parte din  proiectele de construcții ambițioase și locuințe notorii de lux pentru el. Cu toate acestea, el a inițiat și construirea a două noi apeducte din Roma: Claudia Aqua și Anio Novus. În timpul domniei sale, imperiul a anexat Regatului Mauritania și a făcut-o provincie.

La începutul anului 41 d.Hr., Caligula a fost  primul împărat roman  asasinat, rezultatul unei conspirații care implică ofițeri din garda pretoriană, precum și membri ai Senatului roman și a curții imperiale. Scopul conspiratorilor a fost  "să folosească ocazia de a restabili Republica Romană", dar planul a fost zădărnicit: în aceeași zi, garda pretoriană l-a declarat pe unchiul lui Caligula, Claudius, împărat în locul lui. 

## Familie

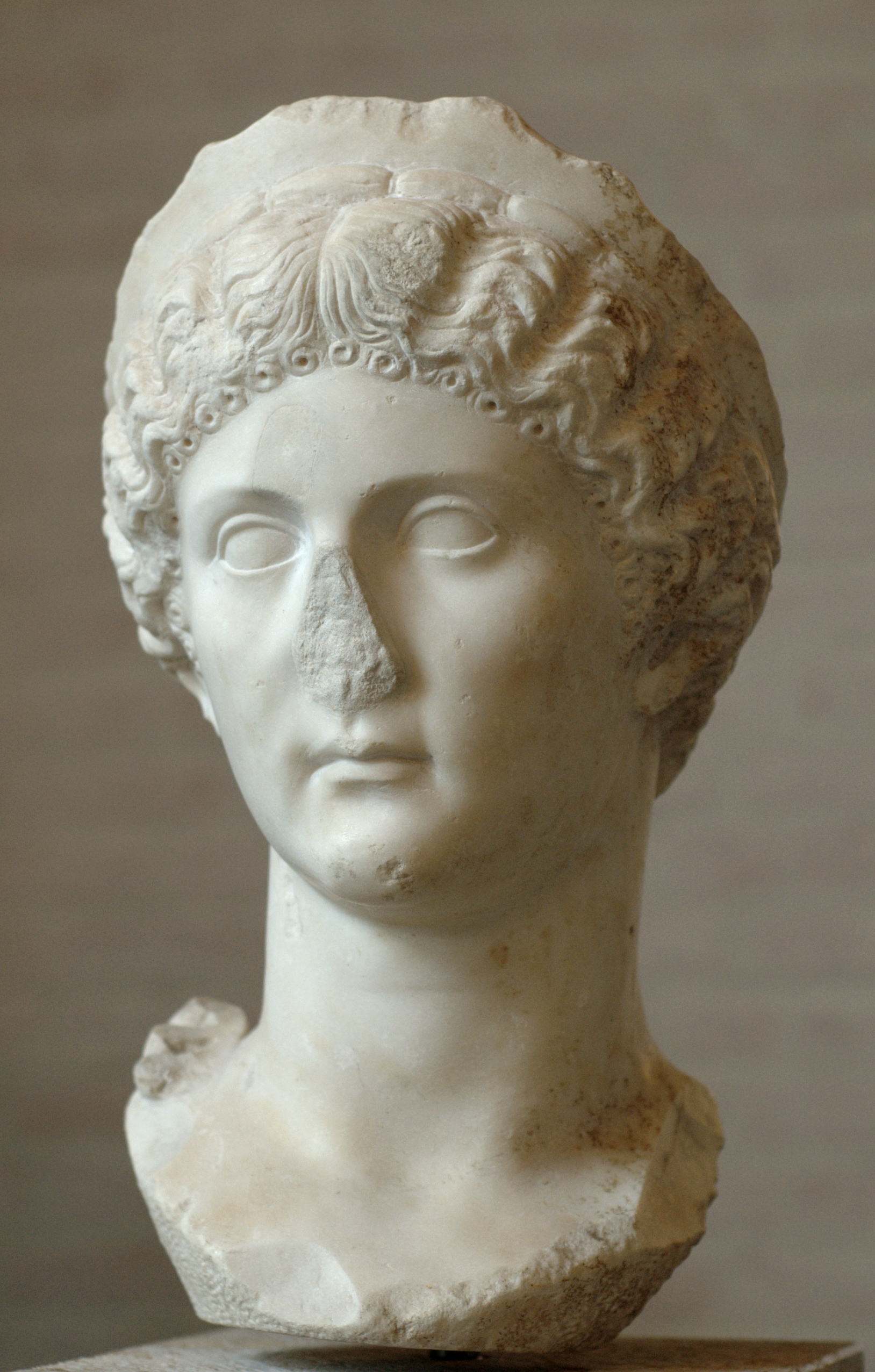
Drusilla

Caligula s-a născut în Antium, ca al treilea din cei șase copii care au supraviețuit, părinții fiind Germanicus și Agrippina. Frații lui Gaius au fost Nero Julius Caesar (nu împăratul Nero) și Drusus Caesar. Surorile lui au fost Iulia Agrippina, Iulia Drusilla  și Iulia Livilla. Gaius a fost nepotul lui Claudius (viitorul împărat).
Mama sa, Agrippina, a fost fiica lui Marcus Agrippa Vipsanius și Iulia Maior, care a fost o nepoata lui Augustus și Scribonia.

## Tinerețea

Moartea lui Germanicus

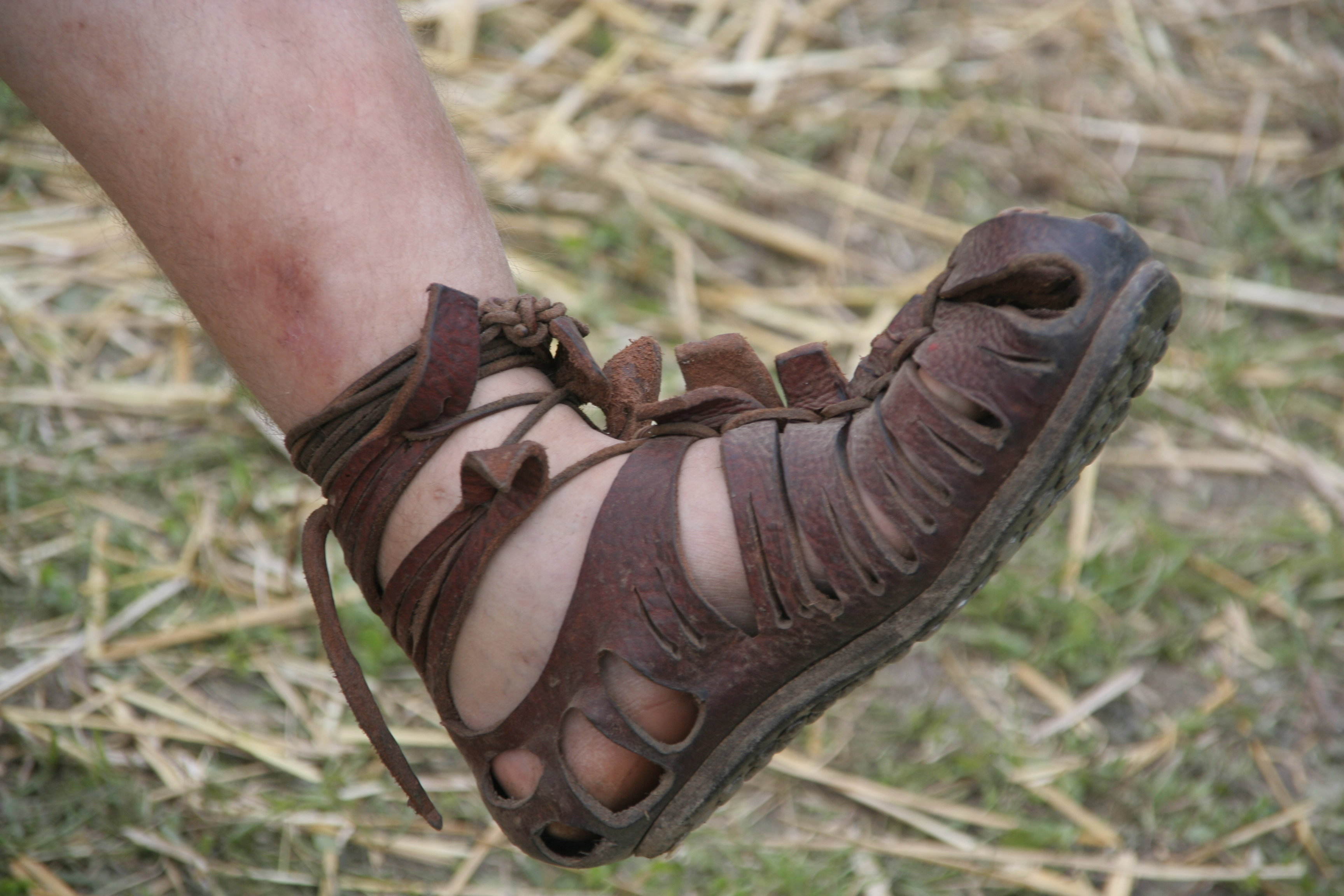
Caligula- Cizmulita

La vârsta de doar 2-3 ani, Gaius l-a însoțit pe tatăl său, Germanicus, în campaniile din nordul Germaniei. Soldații s-au amuzat că Gaius a fost îmbrăcat într-o uniformă de soldat în miniatură, inclusiv cu ghete și armură. A primit porecla de Caligula, care înseamnă "cizmuliță" în limba latină, după micile cizme pe care le-a purtat, ca parte din uniforma lui. Gaius a crescut cu acest pseudonim. 
Suetonius susține că Germanicus a fost otrăvit în Siria, de către un agent de-al lui Tiberius, care l-a privit pe Germanicus ca un rival politic. 
După moartea tatălui său, Caligula a locuit cu mama sa până când relațiile sale cu Tiberius s-au deteriorat. Tiberius nu i-a permis lui Agrippina să se recăsătorească, de teamă că soțul ei ar fi un rival. Agrippina și fratele lui Caligula, Nero, au fost exilați în anul 29 d.Hr. sub acuzația de trădare.
Adolescentul Caligula a fost apoi trimis să trăiască în primul rând cu străbunica lui (și mama lui Tiberius) Livia. După moartea lui Livia, a fost trimis să locuiască cu Antonia, bunica lui. În 30 d.Hr., fratele său, Drusus Cezar, a fost închis sub acuzația de trădare și fratele lui, Nero, a murit în exil, fie de foame sau de sinucidere. Suetonius scrie că, după izgonirea mamei sale și a frațiilor săi, Caligula și surorile sale nu au fost nimic mai mult decât prizonieri în palatul lui Tiberius. În 31 d.Hr., Caligula a fost retrimis la îngrijirea personală a lui Tiberius pe Capri, unde a trăit timp de șase ani. Spre surprinderea multora, viața lui Caligula a fost cruțată de Tiberius. Potrivit istoricilor, Caligula a fost un excelent actor și dansator și și-a ascuns toate resentimentele față de Tiberius. Un observator a spus despre Caligula că: "Nu a fost niciodată un servitor mai bun sau un stăpân mai rău!" Se spune ca era frecvent molestat sexual de către Tiberius. Zilnic, trebuia să-l servească plin de umilință pe Tiberius la curtea acestuia din insula Capri, unde un grup de baieți tineri, plevusca lui, îl distrau pe bătrânul împărat cu o varietate de plăceri sexuale, printre care mușcarea organelor genitale în timp ce acesta înota. Caligula era nevoit să asiste la execuțiile și torturile comise de împaratul Tiberius, care îi vor influența copilăria, acesta dorind să-și depășească predecesorul atunci când va ajunge împarat.
După ce a devenit împărat, Caligula a pretins că a plănuit să-l omoare Tiberius cu un pumnal, în scopul de a răzbuna pe mama și fratele său: cu toate acestea, după ce a adus arma în dormitorul lui Tiberius nu l-a ucis pe împărat, dar în schimb a aruncat pumnalul în jos pe podea. Se presupune Tiberius știa de acest lucru, dar nu a îndrăznit să facă nimic cu el. Suetonius susține că Caligula a fost deja crud și vicios:. El scrie că, atunci când Tiberius l-a adus pe Caligula la Capri, scopul lui a fost de-ai permite lui Caligula să trăiască, pentru ca el "... dovedeste ruinarea lui însuși de către toți oamenii, și că el a fost crescut ca o vipera pentru poporul roman și un Phaeton pentru lume."  
În 33 d.Hr., Tiberius i-a dat lui Caligula un chestorat de onoare, o poziție pe care a deținut-o până la preluarea funcției de împărat. Între timp, atât mama lui Caligula și fratele sau, Drusus, au murit în închisoare. Caligula s-a căsătorit pentru scurt timp cu Iunia Claudilla în anul 33 d.Hr., deși a murit în timpul nașterii în anul următor. Caligula și-a petrecut timpul însoțit cu prefectul pretorian, Naevius Sutorius Macro, un aliat important. Macro vorbeau de bine despre Caligula lui Tiberius, încercând de a înăbuși orice voință sau suspiciune a împăratului  față de Caligula.
În 35 d.Hr., Caligula a fost numit moștenitor la imobiliare, de către Tiberius, împreună cu Tiberius Gemellus.

## Împărat

### Domnia timpurie

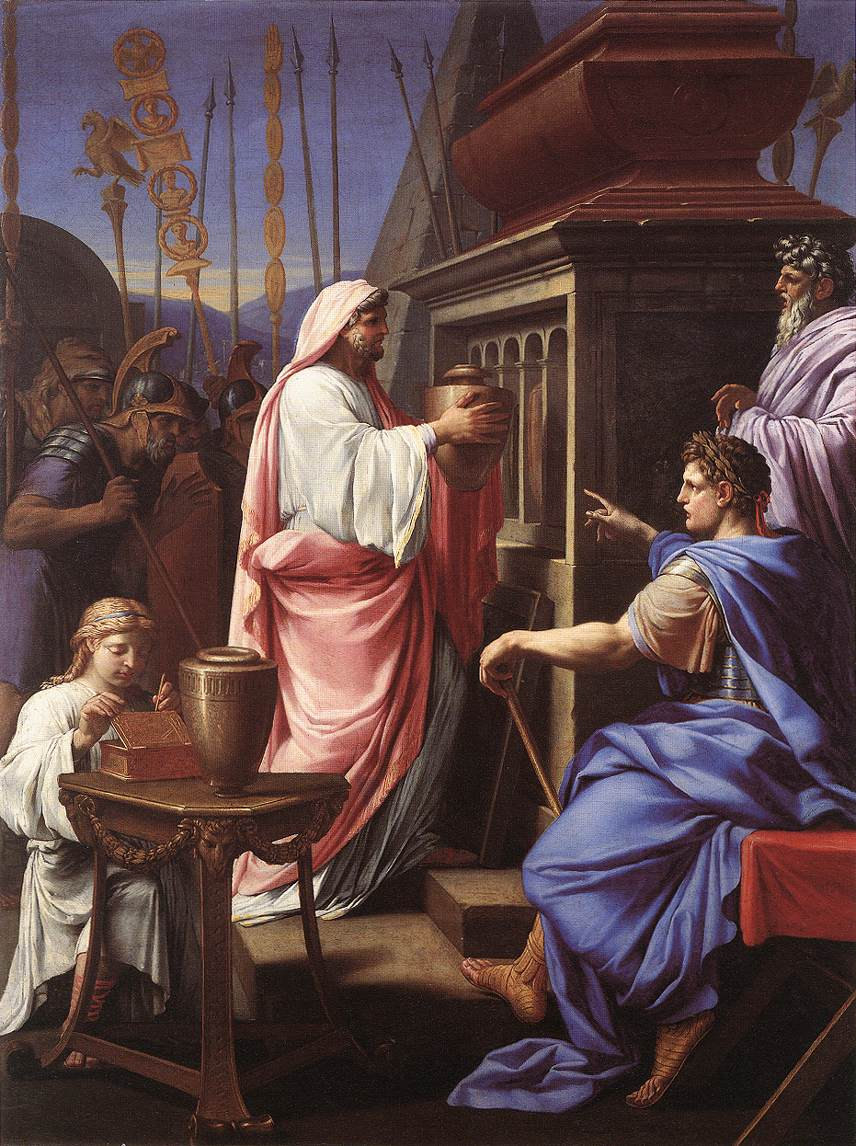
Caligula depune osemintele mamei și fratelui său în mausoleu

Când Tiberius a murit pe 16 martie 37, averea sa și titlurile Principatului au fost lăsate lui Caligula și nepotului lui Tiberius, Gemellus, amândoi servind ca moștenitori. Deși Tiberius avea 78 de ani pe patul de moarte, unii istorici încă presupun că a fost ucis chiar de Caligula însuși pentru a se răzbuna pentru copilăria distrusă de abuzurile sexuale.
Caligula a scos inelul imperial cu sigiliu de pe degetul lui Tiberius, crezând ca acesta murise, fiind apoi salutat de mulțime ca împarat. S-a anunțat însa după aceea că Tiberius și-a revenit și cerea de mâncare. Caligula a fost îngrozit de gândul răzbunării lui Tiberius și i-a ordonat lui Naevius Cordus Sertorius Macro, comandantul gărzii pretoriene, să se ducă în dormitorul împăratului și să-l sufoce cu o pernă.
Tacitus scrie că prefectul pretorian, Macro, l-a sufocat pe Tiberius cu o pernă pentru a grăbi succederea lui Caligula, mai mult, pentru bucuria poporului roman, în timp ce Suetonius scrie că Caligula ar fi efectuat uciderea, deși acest lucru nu este înregistrat de către orice alt istoric antic. Seneca cel Bătrân și Philo, care au scris atât în timpul domniei lui Tiberius, precum și Josephus au înregistrat ca Tiberius a avut moarte naturală. Bazându-se pe Macro, Caligula nu va oferi nimic din moștenire lui Gemellus, pe motive de nebunie .
Caligula a acceptat puterile Principatului conferite de către Senat și a intrat în Roma la 28 martie în mijlocul unei mulțimi care l-au salutat ca "copilul nostru" și "steaua noastră", printre alte porecle. Caligula este descris ca fiind primul împărat care a fost admirat de toată lumea în "tot în lume, de la răsăritul până la apusul soarelui". Caligula a fost iubit de către mulți ca fiind fiul iubit al popularului Germanicus, și nu ca fiul lui  Tiberius. Suetonius a scris că peste 160.000 de animale au fost sacrificate pe parcursul a trei luni în numele bucuriei publicului în contextul noii domnii. Filon descrie primele șapte luni ale domniei lui Caligula ca fiind fericite.
Primele acte declarate de Caligula au fost: să fie generos, deși a fost de natură politică pentru a obține sprijin. El a acordat bonusuri pentru cei din armată, inclusiv Gardei pretoriene, trupelor din oraș și armatei din afara Italiei. El a  distrus actele de trădare ale lui Tiberius si a declarat ca studiul trădarii e un lucru de domeniul trecutului și si-a reamintit de cei care au fost trimiși în exil. El i-a sprijinit pe cei care au fost afectați de sistemul de impozitare imperial, a interzis anumite comportamente sexuale deviante și a inițiat luptele de gladiatori pentru public. Caligula a colectat și a adus înapoi oasele mamei sale și a frațiilor săi și le-a depus rămășițele lor în mausoleul lui Augustus. le
În octombrie 37 d.Hr., Caligula s-a îmbolnăvit grav. El și-a revenit din boala sa imediat după aceea, dar mulți au crezut că tânărul împărat s-a schimbat într-o minte diabolică, devenind paranoic și începând să vadă comploturi și conspirații oriunde. Astfel, au început primele epurări, prin uciderea sau exilarea celor pe care îi vedea ca amenințări serioase. Și-a executat vărul, Gemellus. Alții spun că s-a sinucis, deși indiciile lui Suetonius arată că de fapt, Caligula  l-a otrăvit. De asemenea, i-a executat pe socrul său, Marcus Junius Silanus și fratele, Marcus Lepidus. Unchiul său, Claudius, a fost cruțat doar pentru că îl "amuza". Sora lui favorită, Iulia Drusilla, a murit în 38 d.Hr. din cauza unei febre, iar celelalte două surori, Livilla și Agrippina, au fost exilate. Ura faptul că el a fost nepotul lui Agripa, și l-a calomniat pe Augustus prin repetarea minciunii cum că mama sa a fost de fapt rezultatul unei relații incestuoase între Augustus și fiica lui Iulia cea Bătrâna.
Caligula s-a purtat cu o perversitate uluitoare; pe când vizita o legiune romană staționată pe Rin, a decis decimarea ei de îndată, pe motiv ca soldații se răzvrătiseră împotriva tatălui său, Germanicus, cu 24 de ani înainte. Când legionarii s-au înfuriat, iar soldații erau în pragul unei razmerite, Caligula, un laș notoriu, în ciuda brutalității lui, a bătut grăbit în retragere, întorcându-se la Roma.
Sadismul său înnăscut era evident, căci îi obliga pe părinți sa fie martori la execuția copiilor lor, în vreme ce el stătea și privea, amuzându-se. Se deda la glume macabre, ordonand arderea unui scriitor pentru ca scrisese ceva ambiguu, sau punea sa fie batuti oameni pana cand aproape mureau, pentru ca pe urma sa le dea voie sa-si revina ca sa le prelungeasca suferinta.
La unele jocuri la care   prezidează, el a ordonat gărzilor sale de a arunca o întreagă secțiune a mulțimii în arena în timpul pauzei, ca să fie mâncata de animale, deoarece nu au fost prizonieri criminali și s-a  plictisit.  
Practica incestul cu  surorile sale, Agrippina , Drusilla, și Livilla, și se spune că le-a prostituat la alți bărbați. 
Pe langa sadism, Caligula simtea nevoia de a soca si a umili-ca razbunare pentru nefericirea propriei copilarii plina de durere, de pe insula Capri.Umilintele pe care le-a indurat acolo au fost platite cu varf si indesat de cei care nu putusera sa-l apere pe el sau pe familia lui de tirania si perversiunile sexuale ale lui Tiberius.

### Divinitatea

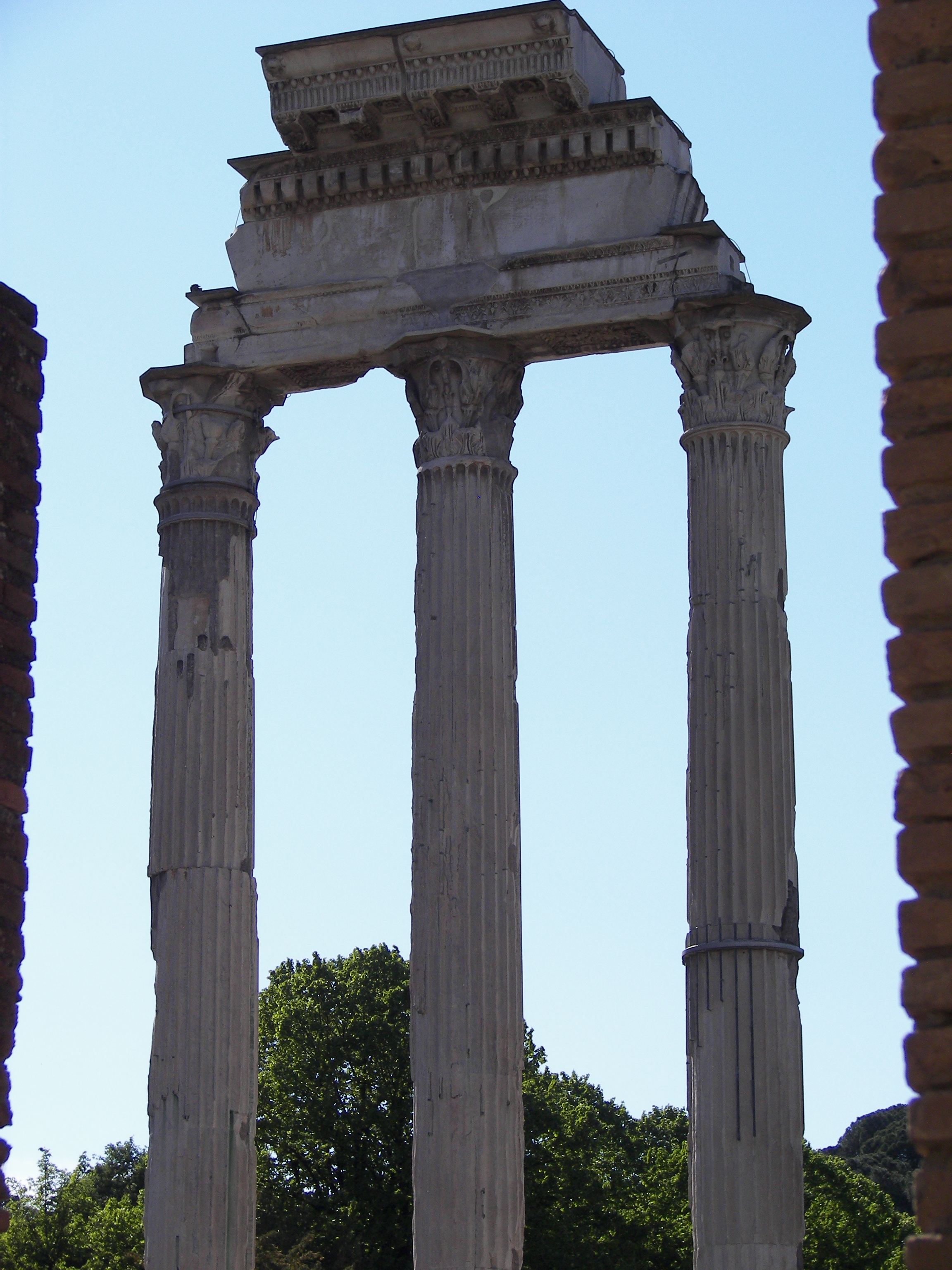
Templul lui Castor si Pollux

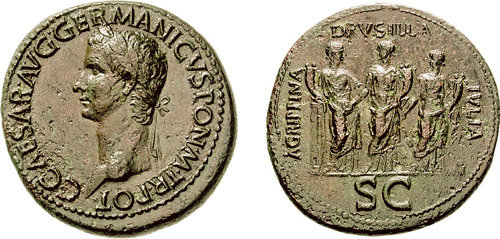
Monede cu Caligula

Atunci când mai multi regi  au venit la Roma pentru a aduce un ultim omagiu lui și au susținut  noblețea lor de origine, el a strigat: "Să fie un singur Domn, un singur rege".   În 40 d.Hr., Caligula a început punerea în aplicare a politicilor foarte controversate, care a introdus religia în rolul său politic. Caligula a început să apară în public îmbrăcat în diversi zei și semizei, cum ar fi Hercules, Mercur, Venus și Apollo.   Potrivit surselor, el a început referindu-se la el însuși ca un zeu la întâlnirile cu politicienii și a fost menționat  ca Jupiter pe dată în documentele publice. 
O  incinta sacră a fost pus deoparte pentru închinare lui  la Milet în provincia Asia și alte  două temple au fost construite de el în Roma.Templul lui Castor si Pollux   a fost   reședință imperială de pe dealul Palatin și dedicat lui Caligula.El  se prezenta ca un zeu pentru public. Caligula a scos capetele   din diverse statui de zei și le-a înlocuit cu propria sa infatisare în diverse temple.  Se spune că el a dorit să fie venerat ca Neos Helios, Soarele Nou. Într-adevăr, el a fost reprezentat ca un zeu soare pe monedele egiptene.  
Ba chiar a avut indrazneala de-asi ridica o statuie la Templul din Ierusalim.

### Reformele publice
În 38 d.Hr., Caligula a concentrat toata atenția asupra reformei politice și publice. El a publicat conturile fondurilor publice, care nu au fost făcute publice în timpul domniei lui Tiberius. El i-a ajutat pe cei care si-au pierdut  proprietatile în incendii, a eliminat  anumite taxe și a oferit  premii   publicului la evenimente de gimnastică. El a permis accesul unor  noi membri în ordine ecvestre și senatoriale.
Poate cel mai semnificativ, el a restaurat practica unor alegeri democratice. În același an, însă, Caligula a fost criticat pentru executarea unor persoane fără judecata și pentru forțarea lui Macro sa   se sinucida.

### Criza financiara si foametea

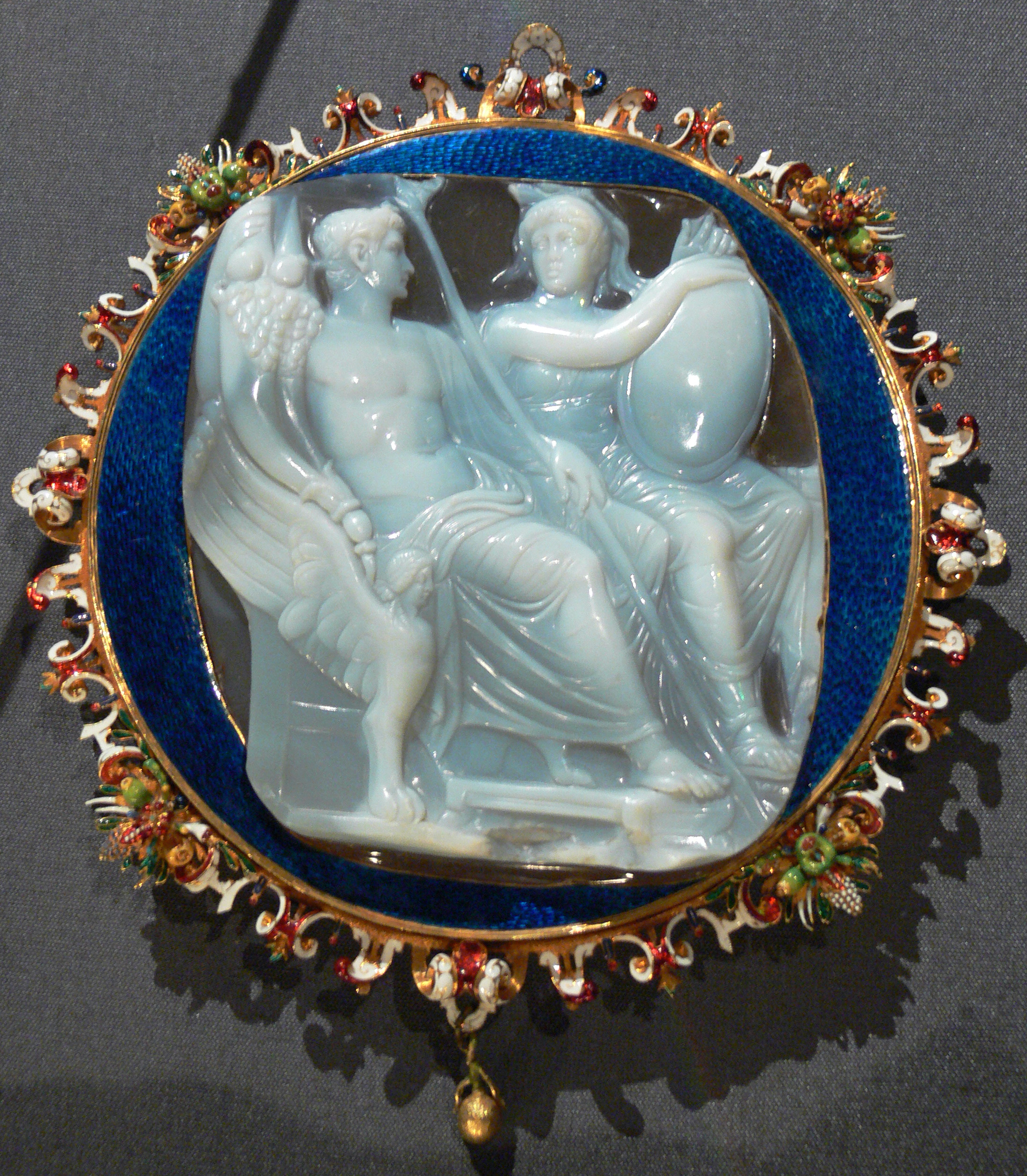

Potrivit lui Cassius Dio, o criză financiară a inceput în 39 .   Suetonius plasează începutul acestei crize, în 38 . Plățile politice lui Caligula pentru  sprijin social, generozitatea și extravaganța au epuizat trezoreria statului.  Istoricii antici sustin ca  Caligula a început  sa ucida persoanelor fizice în scopul   confiscarii proprietăților lor. 
O serie de alte măsuri disperate comise de  Caligula sunt descrise de istorici. În scopul de a obține fonduri, Caligula a cerut publicului să împrumute bani de la stat.   Caligula a  percepute taxe pe procese, căsătorie și prostituție.   Caligula a început licitarea    gladiatorilor la spectacole.  Centurioni care si-au dobândit proprietatea prin razboi au fost obligați să predea prada catre stat. 
Comisarii   au fost acuzați de incompetență și de deturnare de fonduri și obligați să restituie banii.   Potrivit lui Suetonius, în primul an al domniei lui Caligula, s-au   risipit 27 milioane  de sesterți pe care Caligula  ii mostenise de la Tiberius .Si-a gasit rapid alte victime usoare-cetateni romani instariti, pe care ii acuza de tradare ca sa le ia averile.   
Obeliscul din  Vatican a fost primul adus din Egipt la Roma de Caligula. Acesta a fost punctul central pentru o  pista de curse  .
O scurtă foamete de dimensiuni necunoscute a avut loc, probabil cauzata de această criză financiară,  dar si din cauza sechestrarilor lui Caligula  , deoarece importurile de cereale au fost compromise  datorita construirii unui  pod de pontoane din ordinul lui Caligula.

### Construcții

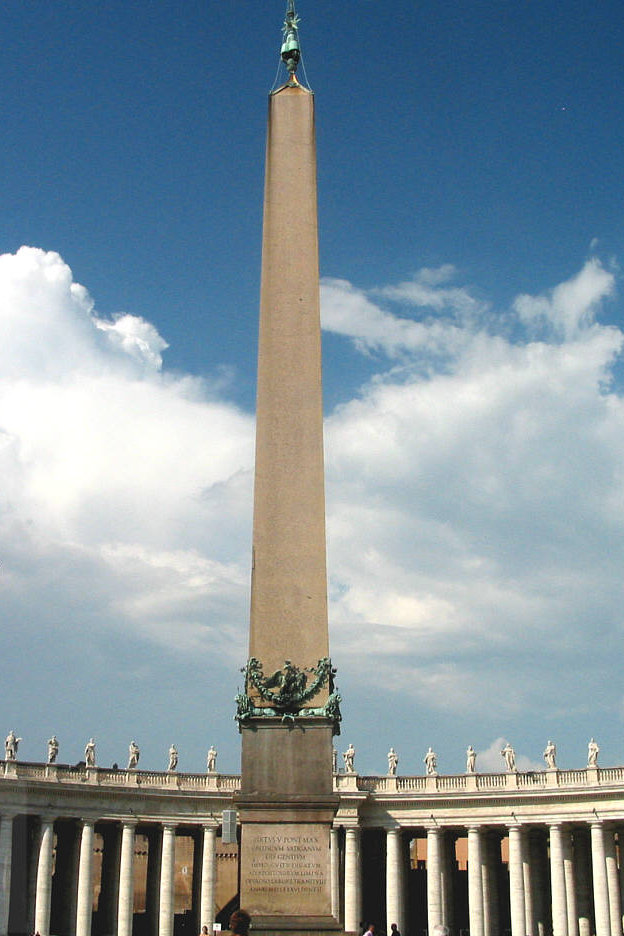
Obeliscul de la Vatican, aflat inițial în centrul Circului lui Caligula, cunoscut mai ales ca Circul lui Nero

În ciuda dificultăților financiare, Caligula s-a angajat într-o serie de proiecte de construcții în timpul domniei sale. Unele au fost pentru binele public, în timp ce altele au fost pentru el.
Josephus descrie ca proiectul cel mai ambitios al lui Caligula era sa  îmbunătăteasca  porturile de la Regium și Sicilia, permițând astfel cresterea importurilor de cereale din Egipt. Aceste îmbunătățiri puteau  fi făcute ca  răspuns la foamete.  
Caligula a finalizat templul lui Augustus și teatrul lui Pompei și a început un  amfiteatru lângă Saepta. Caligula a început sa construiască apeductele Aqua Claudia Anio și Novus. A construit de asemenea o pista de curse, Hipodromul, datorita pasiunii sale mistuitoare pentru cursele de cai si care. Caligula sustinea echipa verde si lua cina in grajdurile lor, inspectand caii si coplesindu-i pe conducatorii lor cu daruri generoase. Entuziasmul sau evident si sponsorizarea  acestui sport  i-au adus o mare popularitate in randul maselor.
La Syracuse, el a reparat zidurile orașului și temple ale zeilor. A construit noi drumuri si le-a menținut  în stare bună.   El a planificat reconstruirea palatului Polycrates la Samos, pentru a finisa Templul lui Apollo Didymaean la Efes și sa construiasca un oraș mare în Alpi. El a plănuit să sape un canal prin Istmul din Grecia și a trimis un centurion șef pentru a supraveghea constructia.In 39, Caligula efectuat un tur de forță spectaculos pe  un pod plutitor temporar  in care să fie construite  nave ca pontoane, ce se întindeau de peste două mile de stațiunea de Baiae la portul vecin Puteoli (Pozzuoli). Se spune că podul  rivaliza cu cel  al regelui persan Xerxes de la trecatoarea Hellespont. Caligula, un om care nu știa să înoate si s-a suit pe calul său favorit, Incitatus, traversând golful, purtând platoșa lui Alexandru cel Mare.  
Caligula a avut două corabii  mari construite de el însuși, care au fost recuperate de pe fundul lacului Nemi în timpul dictaturii lui Benito Mussolini. Corabiile sunt printre cele mai mari nave din lumea antică.

### Dușmănia Senatului

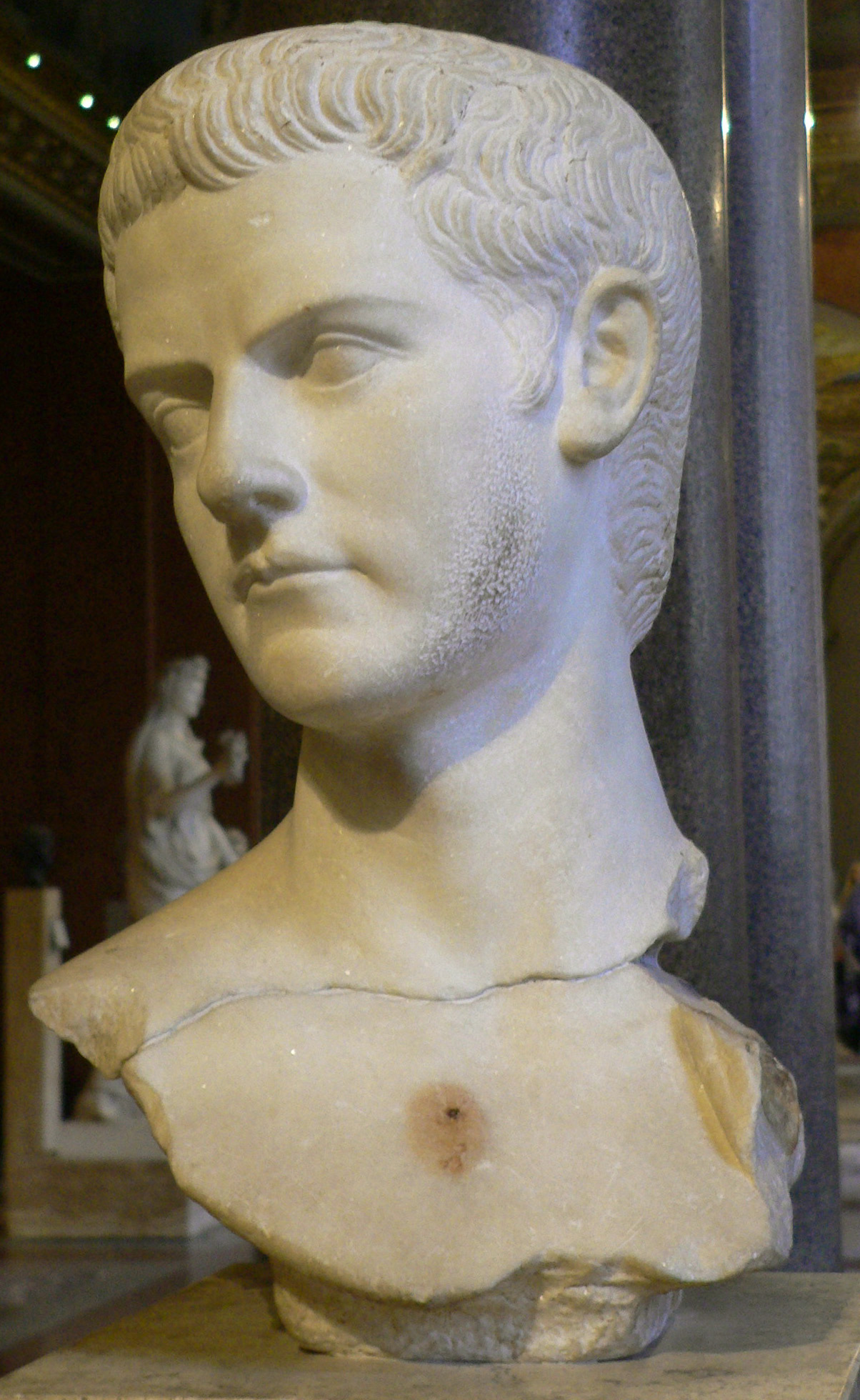
Caligula

În 39 d.Hr., relațiile dintre Caligula și Senatul roman s-au deteriorat. Un număr de factori au  agravat acest conflict. Mânia lui Caligula era in mare masura indreptata impotriva Senatului, dintre ai carui membri erau arestati arbitrar, apoi supuși torturii și unei  morti lente și agonizante pentru presupusa infidelitate.
Caligula a ordonat o nouă serie de anchete și procese. A înlocuit consulul și a condamnat mai mulți senatori la moarte. Suetonius declara ca senatorii erau nevoiți să-l aștepte pe el pentru a alerga alături în carul său.
Caligula a fost întâmpinat cu o serie de conspirații suplimentare împotriva lui. O conspirație care implică pe cumnatul său a fost dejucat la sfârșitul anului 39. La scurt timp după aceea, guvernatorul din Germania, Gnaeus Cornelius Lentulus Gaetulicus, a fost executat pentru conexiuni la o conspirație.
Dispretul sau pentru ceea ce trecea drept moralitate romana a ieșit la iveală cand a decis să deschida un bordel in propriul palat. Primii clienți au fost senatorii terifiati, care au fost chemați acolo impreuna cu soțiile lor sa il serveasca. Dupa cina a dus-o pe rand pe fiecare soție in dormitorul său, lasandu-l pe soțul umilit să stea cu ceilalti in tăcere. Cand se intorcea din incapere, și povestea cu lux de amanunte ispravile sexuale.
Faptele de sadism nu au avut vreun scop politic, ci au fost indeplinite pentru plăcerea sa. Arestase trei senatorii varstnici intr-o noapte, ducandu-i in teatrul palatului. Asteptandu-și iminenta executie, Caligula s-a napustit pe scena imbracat intr-o pelerină lungă și incepuse să improvizeze un număr de cantec și dans, apoi i-a dat afara pe senatori cu o mișcare veselă a mâinii.
În semn de dispreț fața de Senat, Caligula l-a numit consul pe calul său favorit, Incitatus.

### Pe plan extern
Caligula  a inabusit   multe revolte și conspirații în teritoriile de est in timpul domniei sale. Complicele  în acțiunile sale a fost prietenul său bun, Irod Agripa, care a devenit guvernator al teritoriilor Batanaea și Trahonitei.
Cauza tensiunilor din Orientul Apropia  a fost complicata, care implică răspândirea   culturii grecesti, legii romane si drepturilor evreilor.
L-a executat pe  prefectul Egiptului, Aulus Avilius Flaccus.  
În 39 d.Hr., Agripa l-a acuzat pe  Irod Antipa, tetrarhul Galileii și Perea, de planificarea  unei  revoltă împotriva conducerii romane, cu ajutorul Parthiei. Irod Antipa a mărturisit și Caligula l-a exilat. 
Revoltele au izbucnit din nou în Alexandria în 40   între evrei și greci.   Ca răspuns, Caligula a ordonat ridicarea unei statui de sine în Templul Evreiesc din Ierusalim .
Mauritania a fost un regat client al Romei condus de Ptolemeu al Mauritania. Caligula  l-a invitat pe Ptolemeu la Roma și apoi l-a  executat dintr-o dată.   Mauritania a fost anexată de către Caligula și, ulterior, împărțită în două provincii, Mauritania Tingitana si Mauritania Caesariensis, separate prin râul Malua.
A condus o campanie in nord spre Britania.A fost luata  în derâdere de către istorici antici, cu gali  imbracati ca triburile germanice de la triumful său și trupele romane comandate pentru a colecta scoici ca "prada de   mare".     Istoricii moderni au invocat numeroase teorii în încercarea de a explica aceasta  acțiune. Aceasta excursie la Canalul Mânecii ar fi fost doar o pregătire și misiune de cercetare.

## Asasinarea

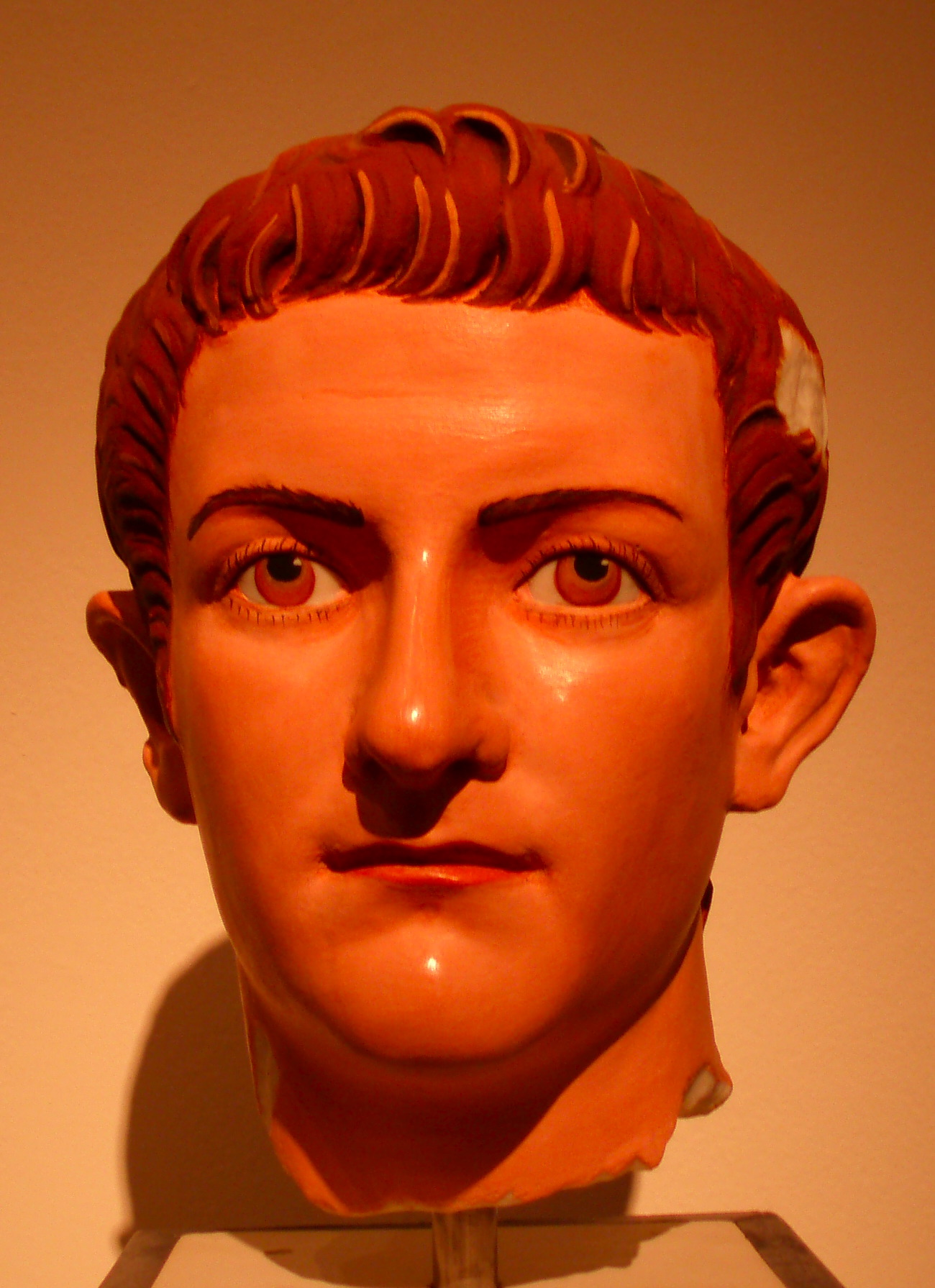
Chipul lui Caligula

Acțiunile lui Caligula, ca împărat au fost descrise ca fiind deosebit de dure pentru   Senat , nobilime  și  Ordinul  Ecvestru.  Potrivit lui Josephus, aceste acțiuni au dus la mai multe conspirații eșuate împotriva Caligula.   În cele din urmă, o crimă de succes a fost planificată de către ofițerii din garda pretoriană condusa de Cassius Chaerea.   
Potrivit lui Josephus, Chaerea a avut motivații politice pentru asasinat. Caligula  l-a considerat  pe Chaerea ca fiind efeminat din cauza vocii  slabe  .  Caligula a ras de  Chaerea si l-a batjocorit  cu nume ca "Priapus" și "Venus".  
La 24 ianuarie 41, Chaerea și  Gărzile l-au acostat pe  Caligula în timp ce el  aborda o trupa   de tineri în timpul unei  serii de jocuri și artă dramatică.   Chaerea a fost primul care l-a  înjunghia  pe Caligula, urmat de un număr de conspiratori. Suetonius scrie  că moartea lui Caligula a fost similară cu cea a lui Iulius Cezar.  
Asasinatul ar fi avut loc in Cryptoporticus (coridor subteran). Până  ca  paza germanica  loiala lui Caligula sa intre in alerta, împăratul era deja mort. Garda  germanisc, lovit de durere și furie, a răspuns cu un atac dezlănțuit asupra asasinilor, conspiratorilor, senatorilor nevinovați și a trecătorilor deopotrivă.  
Senatul a încercat să folosească moartea lui Caligula ca o oportunitate de a restabili Republica, susținută și de Chaerea, însă, a rămas loial la biroul de împărat. Poporul roman suferind  a cerut  ca ucigașii lui  Caligula să fie aduși în fața justiției. Asasinii căutati au apucat s-o injunghie  și pe soția lui Caligula, Caesonia,  precum si pe fiica lor, Julia Drusilla, prin zdrobirea capului de un perete. Ei nu au putut să ajungă la unchiul lui Caligula, Claudius, care a fost dus afară din oraș, după ce a fost descoperit de către un soldat, în tabără pretoriana din apropiere. 
Claudius a devenit împărat după procurarea sprijinului gărzii pretoriene și a dispus executarea  lui Chaerea. Potrivit lui Suetonius, corpul lui Caligula a fost pus sub gazon până când a fost ars și îngropat de către surorile sale. El a fost îngropat în Mausoleul lui Augustus, dar, în 410, în timpul jefuirii Romei, s-a  împrăștiat cenușa din mormântul lui.